# Behandlingshemmet Ljungaskog
Behandlingshemmet Ljungaskog är ett ungdomshem för flickor mellan 15 och 20 år med psykosociala problem, självskadebeteende, kriminalitet och missbruk. Det ligger i Örkelljunga kommun i Skåne.
Det har mycket länge försiggått någon sorts verksamhet i Ljungaskog. Algot Andersson var assistent där (ca 1944) på den tid det hette Ljungaskogs Ungdomsvårdsanstalt. Hemmet omnämns bland annat i Tio små negerbollar eller fostersönernas hämnd i boken Lagens Långa Näsa av Hans Alfredson som den plats fostersönerna kommer ifrån. Byggnaderna används även av migrationsverket under namnet Migrationsverkets förvarsenhet i Ljungaskog.
Ljungaskog förfogar numera över lokaler för utbildning, arbetsträning och fritid. Undervisning i främst basämnen. Hemkunskap/hushåll, praktisk verkstad, syateljé och hästskötsel. Behandlingen vid Ljungaskog är numera process- och målinriktad och inriktar sig på flickor och unga kvinnor. Behandlingstiden vid behandlingsavdelningarna är åtta till tio månader. Behandlinger sker i så öppna former som möjligt med praktik, skolgång och fritid ute i samhället. Behandlingsarbetet är strukturerat och bygger på bland annat transaktionsanalys. Andra metoder som används är motiverande intervju och samtals som baseras på Kognitiv beteendeterapi.
Avdelning familj och boende är avsedd för flickor i utslussningsfasen. I boendet ökar då flickornas eget ansvar för sin situation över tid. Familjebehandlingen baseras på funktionell familjeterapi.